# Rjurik Lonin
Rjurik Petrovič Lonin, russisch Рю́рик Петро́вич Ло́нин, auch Ryurik Lonin (* 22. September 1930 in Kaskez, Karelische ASSR, RSFSR, Sowjetunion; † 17. Juli 2009 in Schjoltosero, Republik Karelien, Russland) war ein sowjetischer Schriftsteller und einer der bedeutendsten wepsischen Schriftsteller.

## Werdegang
Lonin wurde als Angehöriger der Minderheit der Wepsen am 22. September 1930 in Kaskez, einem Dorf in Karelien am Ladogasee, geboren. Zeitweise lebte er in Petrosawodsk und begann dort in den 1950er Jahren, Gedichte in seiner wepsischen Muttersprache zu schreiben. Ab 1956 sammelte er Lieder, Gedichte und andere Zeugnisse der wepsischen Kultur und siedelte 1958 in das Dorf Schjoltosero am Ladogasee über, wo er 1967 das noch heute bestehende Ethnologische Museum der wepsischen Kultur gründete. Hierbei handelt es sich um das einzige Museum, das die Geschichte und Kultur der Wepsen veranschaulicht, und noch heute gilt Schjoltosero als das kulturelle Zentrum der Wepsen. Lonin arbeitete in seinem erlernten Beruf als Werkzeugmacher und verfasste ebenfalls mehrere Bücher auf Russisch. Ende der 1980er Jahre schrieb er Iiesusan elu (Das Leben Jesu) und übersetzte das Markusevangelium ins Wepsische. Dies motivierte andere wepsische Autoren, die gesamte Bibel ins Wepsische zu übersetzen. Lonins bedeutendstes Werk in wepsischer Sprache erschien 2000 unter dem Titel Minun rahvan folklor (Die Folklore meines Volkes). Rjurik Lonin starb am 17. Juli 2009 im Alter von 78 Jahren in Schjoltosero.